# Piktorialismus

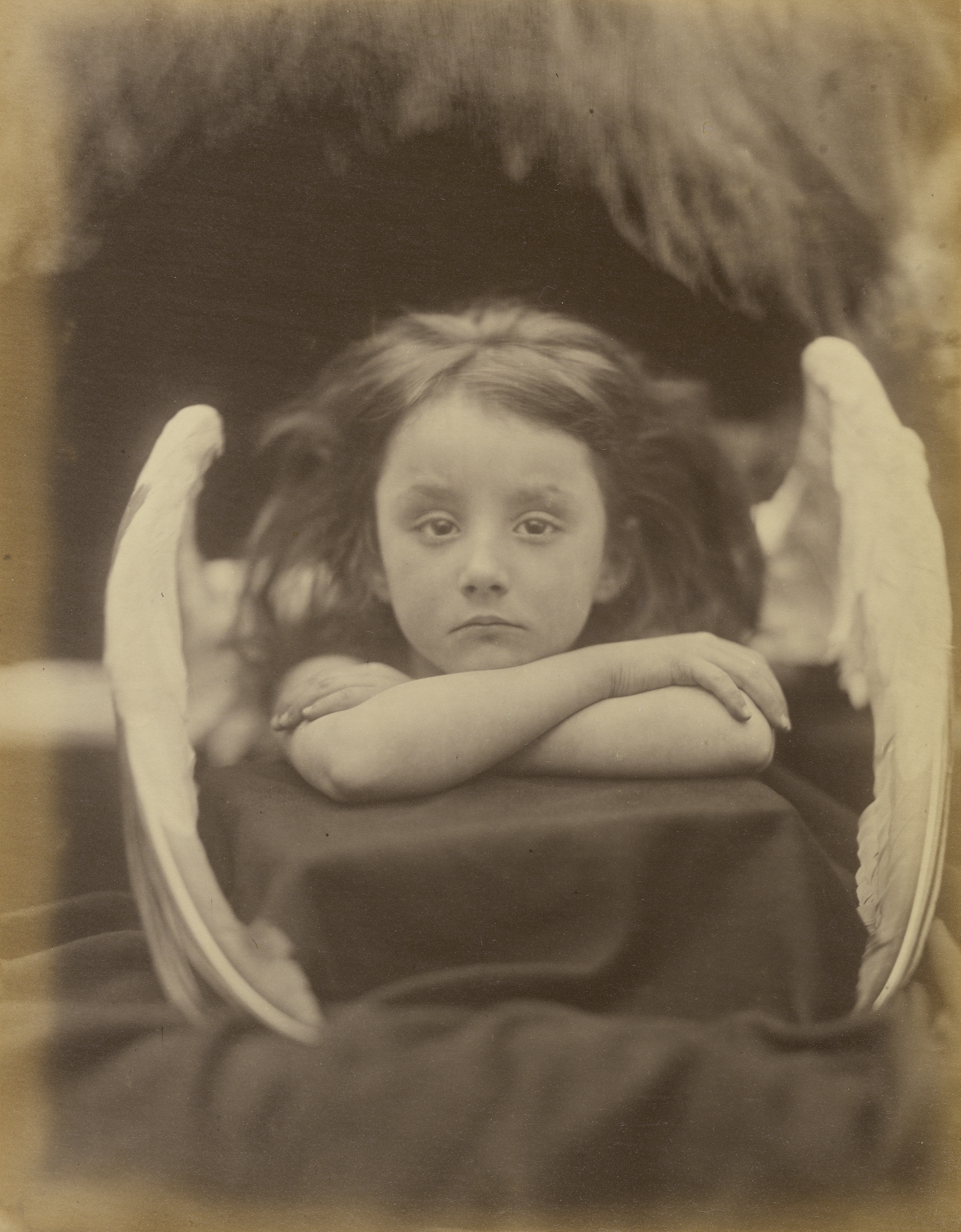
Julia Margaret Cameronová: Čekám (1860)

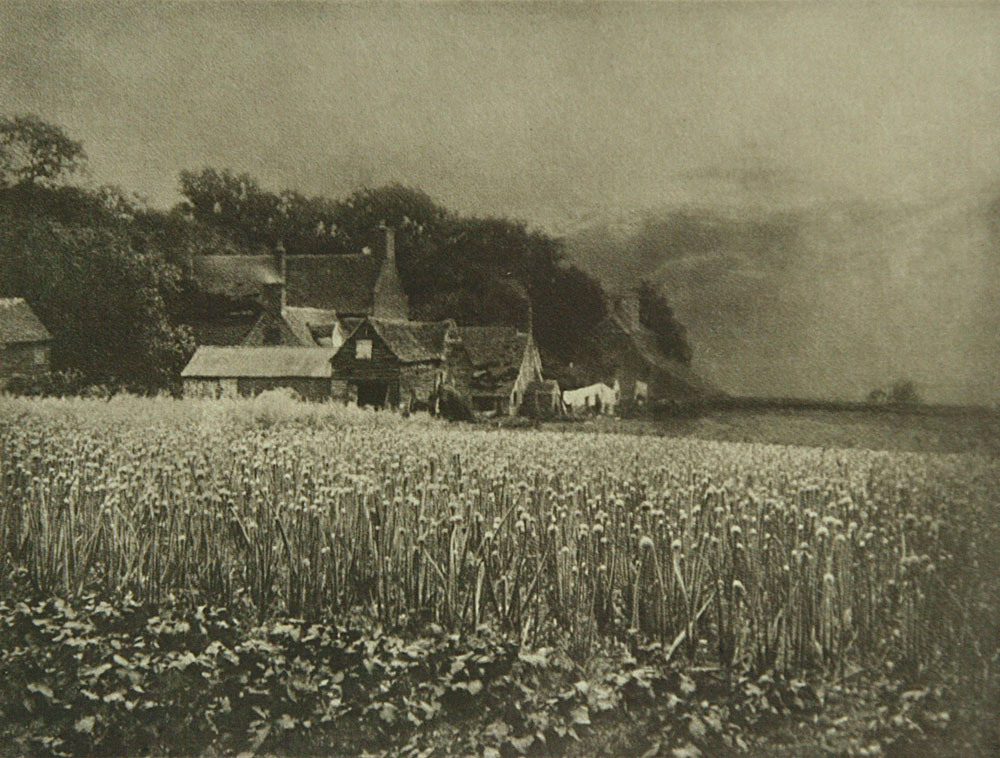
George Davison: Cibulové pole (1890)

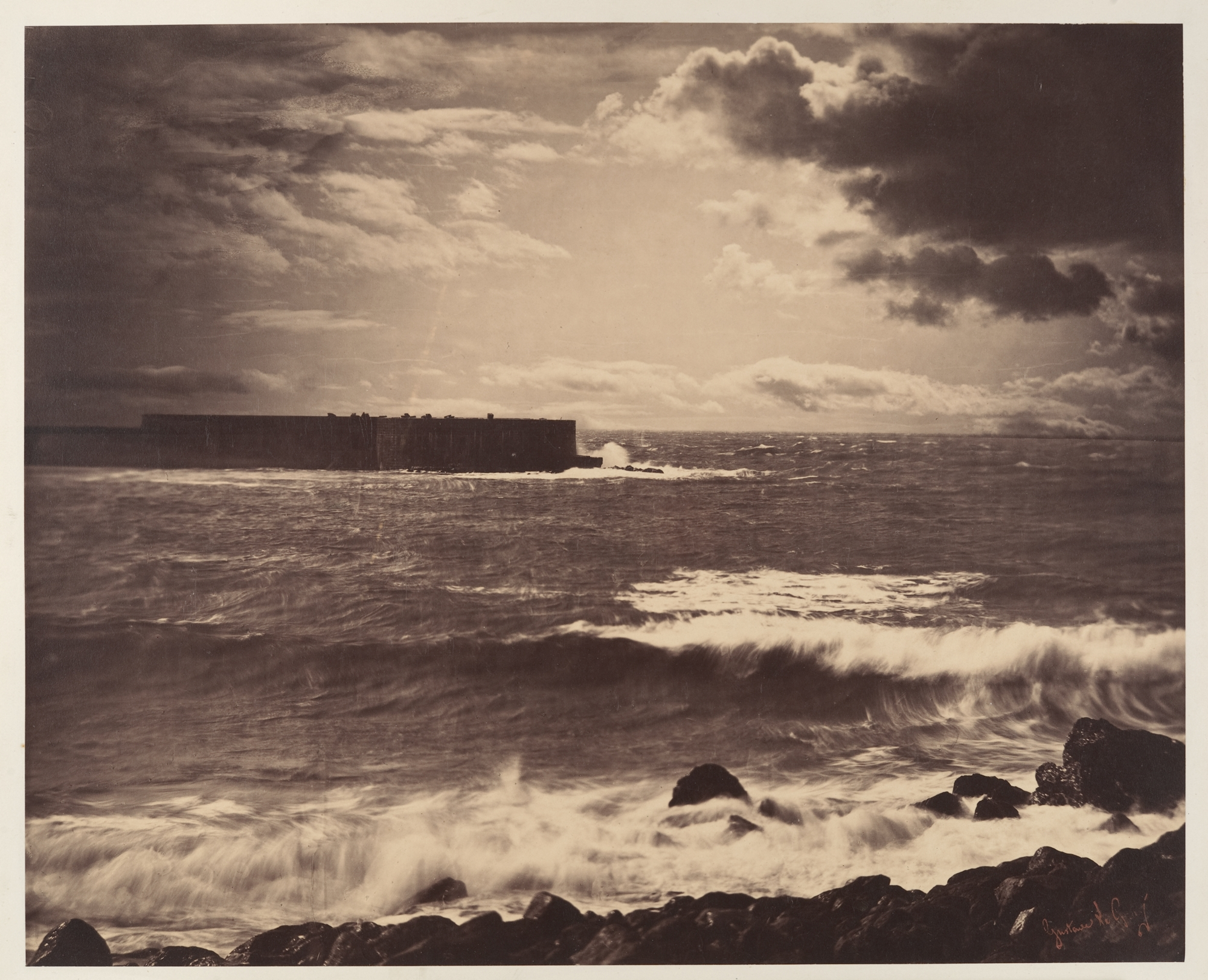
Gustave Le Gray: Velká vlna, 1857

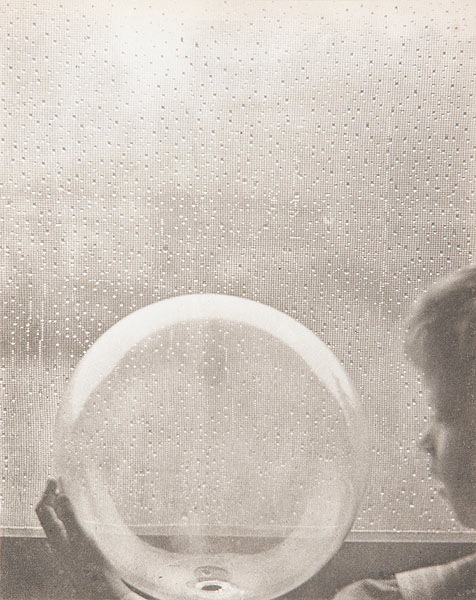
Clarence H. White (1871-1925): Dešťové kapky (1903)

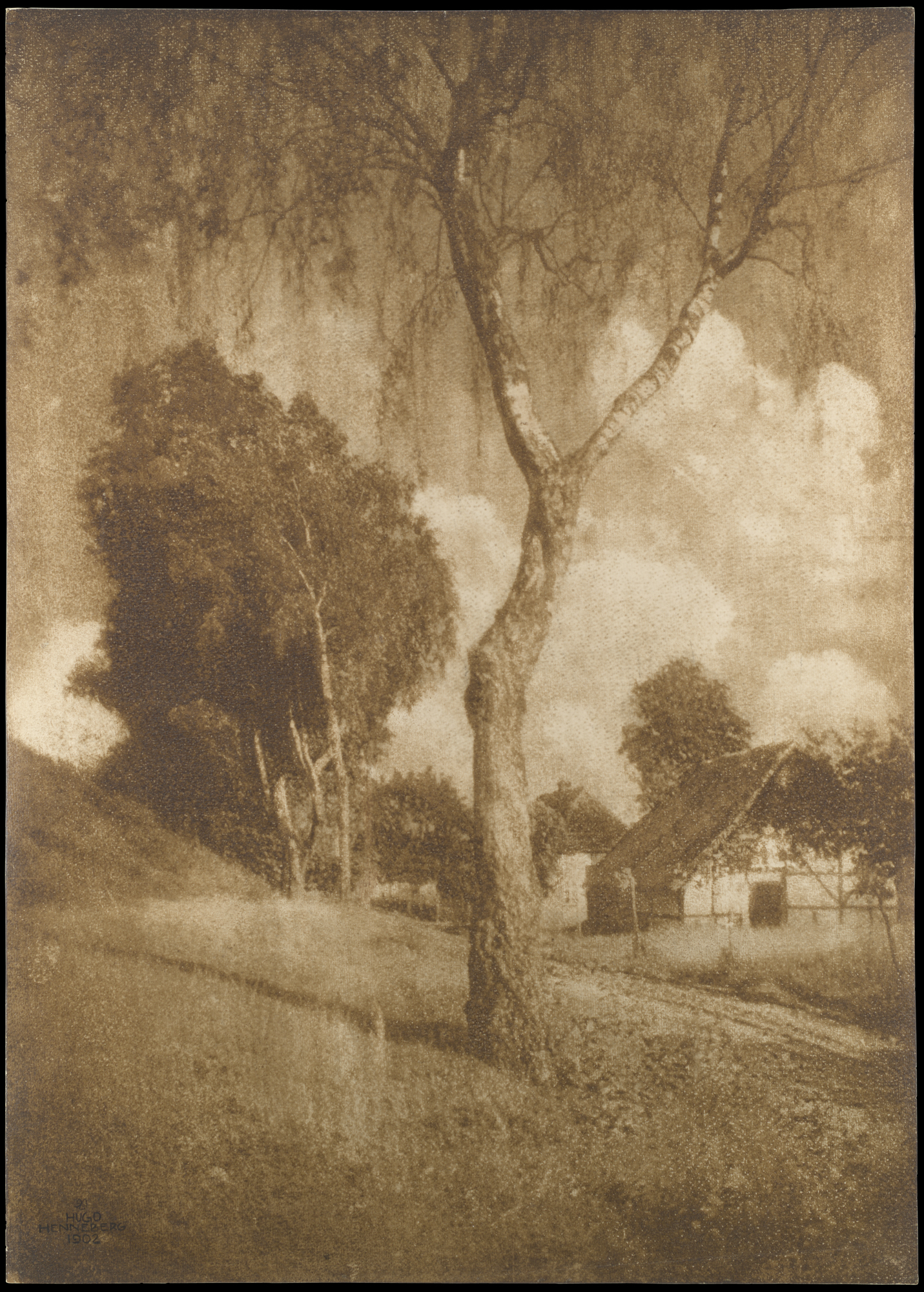
Hugo Henneberg (1863–1918): Motiv z Pomořanska, 1895-96, vytištěno 1902

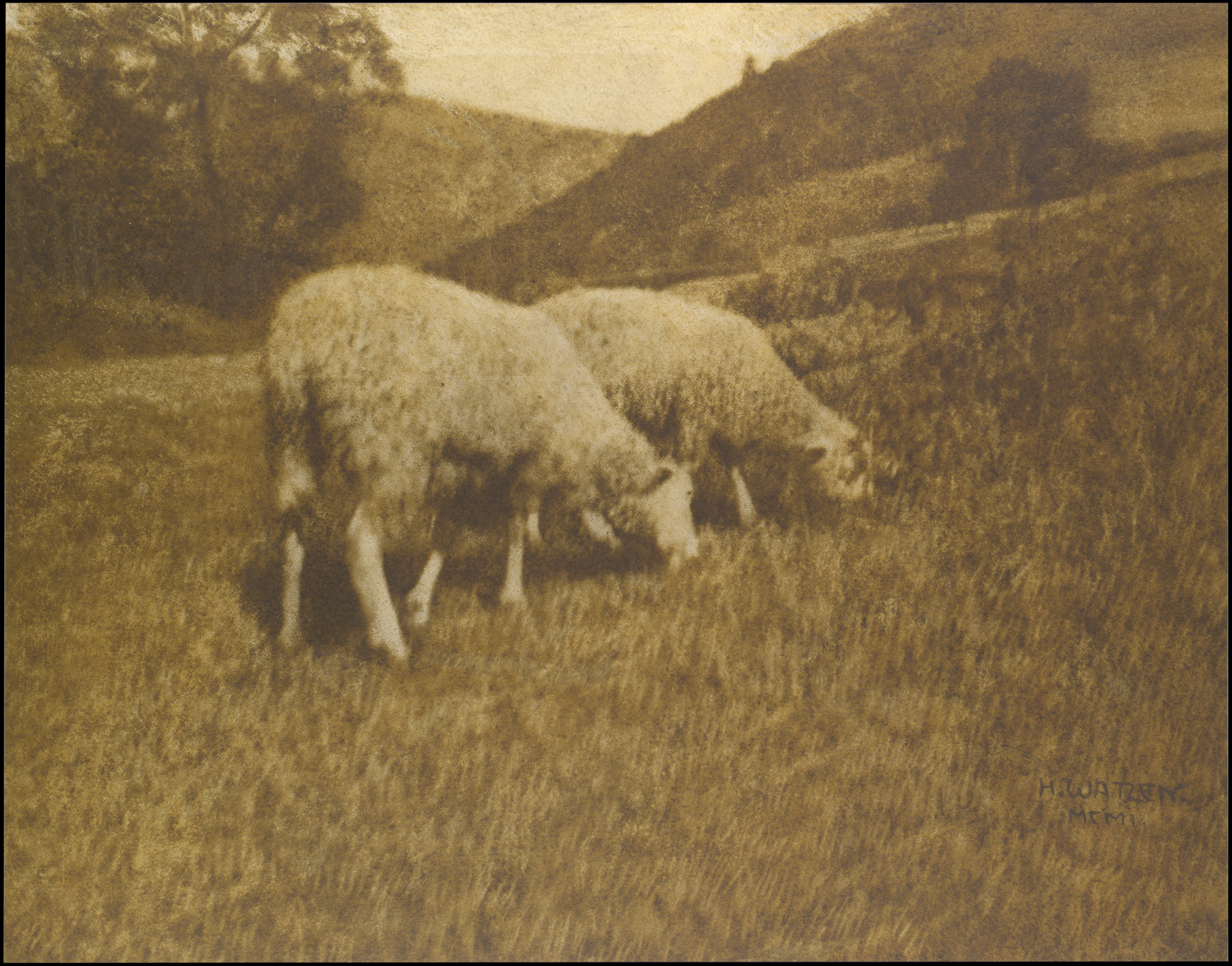
Hans Watzek (1848–1903): Ovce, 1901

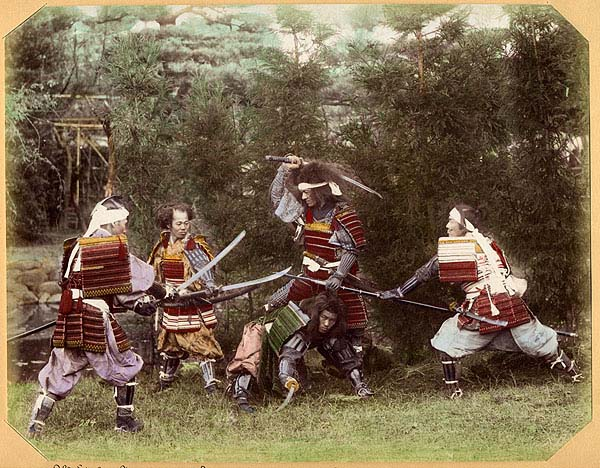
Ogawa Kazumasa (Ogawa Isshin) (1860-1928): Samuraj v historické výzbroji, okolo 1880

Piktorialismus je fotografický směr, který se objevil kolem roku 1885 a usiloval o přiblížení fotografie malbě nebo grafice. Největšího rozmachu dosáhl na počátku 20. století a začal ustupovat po roce 1914 v souvislosti s nástupem modernismu.
Název tohoto uměleckého směru je odvozen od myšlenek Henryho Peache Robinsona vyjádřených v jeho práci Pictorial Effect in Photography, která byla vydaná v Londýně roku 1869. Charakteristickým znakem piktorialismu bylo zhotovování fotografií procesy ušlechtilých tisků a používání měkce kreslících objektivů a předsádek.
Piktorialismus lze členit podle vývojových období na anglický, impresionistický, secesní a puristický.

## Vývojové fáze piktorialismu

### Anglický piktorialismus
Představiteli anglického piktorialismu byli Oscar Gustave Rejlander, Henry Peach Robinson a Julia Margaret Cameronová. Námětem byly portréty, figurální alegorie a uměle vytvářené scény. Autoři používali techniku fotomontáže (Rejlander, Robinson) a objektivy s měkkou kresbou (Cameronová).

### Impresionistický piktorialismus
George Davison roku 1890 vytvořil snímek nazvaný Cibulové pole (The Onion Field), bez ostrých kontur na drsném papíře, takže vyvolával dojem, že jde o malbu. Bývá považován za první impresionistickou fotografii.
Davison našel další následovníky, kteří dále snižovali ostrost svých fotografií použitím nekorigované optiky nebo speciálních objektivů nebo předsádek vytvářejících neostrou kresbu, případně neostrosti dosahovali nanesením vazelíny na objektiv, záměrně nepřesným zaostřením nebo pohybem fotografického přístroje během expozice. Impresionističtí piktorialisté se inspirovali impresionismem v malířství s cílem zobrazit nejen prostou realitu, ale také světlo, náladu, atmosféru, a dosáhnout kvality uměleckého díla, což bylo v rozporu s dosavadním pojetím fotografie s ostrou kresbou a přirozenou tonalitou. Roku 1892 se odštěpila skupina tvůrčích fotografů v čele s Davisonem od Fotografické společnosti. Členy Fotografické společnosti zůstali převážně fotografové s vědeckým zaměřením. Nový spolek, The Linked Ring Brotherhood, sdružoval britské fotografy s výtvarným zaměřením ve stylu impresionistického a secesního piktorialismu, a během tří let se rozrostl o významné fotografy z Francie, Německa, Rakouska a Spojených států.
Další autoři, např. Robert Demachy nebo Constant Puyo, navíc začali od roku 1895 využívat již dříve známé techniky ušlechtilých tisků, zejména uhlotisku, olejotisku a gumotisku, často s příměsemi barevných pigmentů, a spolu s ručními zásahy do snímků vytvářeli fotografie obtížně rozeznatelné od malby.

### Secesní piktorialismus
Secesní piktorialismus vycházel ze secese a symbolismu. Charakteristickým znakem byla především měkká kresba a užití ušlechtilých tisků. Mnozí autoři se ovšem nevyhýbali ani ručním zásahům do negativů nebo pozitivů. Někteří fotografové byli ovlivněni současně nebo postupně impresionismem i secesí. Rovněž secesní piktorialisté byli členy spolku The Linked Ring Brotherhood. Představiteli secesního piktorialismu byli Hugo Erfurth, Alfred Stieglitz, Edward Steichen, Frank Eugene, Clarence H. White, z českých fotografů Vladimír Jindřich Bufka a František Drtikol.

### Puristický piktorialismus
Pro puristický piktorialismus bylo příznačné užívání prostředků změkčujících fotografický obraz s cílem vystihnout atmosféru motivu. Užívalo se měkce kreslících objektivů a speciálních předsádek, uplatňovalo se protisvětlo, světelné kontrasty, záměrná neostrost, neobvyklá světelná atmosféra a šerosvit. Snímky působily mlhavým, rozplývavým „impresionistickým“ dojmem.

## Významní představitelé piktorialismu

### České země
- Vladimír Jindřich Bufka
- Josef Sudek
- František Drtikol
- Jaroslav Krupka

### Zahraničí
- Henry Peach Robinson
- Robert Demachy
- Constant Puyo
- Léonard Misonne
- Alfred Stieglitz
- Edward Steichen
- Alvin Langdon Coburn
- George Davison
- Malcolm Arbuthnot
- Francis J. Mortimer

- Sarah Hall Laddová (1860–1927) byla americká piktorialistická fotografka, členka oregonského Oregon Camera Clubu, spolku Fotosecese. Známé jsou její snímky, které pořídila během cesty po řece Columbii s fotografkou Lillyí Whitovou na hausbótu Raysark, který obsahoval na palubě vlastní temnou komoru.[12]

Do spolku Vídeňský trojlístek (1897–1903) patřili rakouští fotografové Heinrich Kühn, profesor Hans Watzek a Hugo Henneberg. Hlásili se k piktorialismu a byli zastánci uznání fotografie jako uměleckého výrazového prostředku. Vylepšili kombinovanou techniku vícenásobné vrstvené gumy – gumotisk, což umožnilo dříve netušeným způsobem tvůrčí vliv na obraz a barevnou manipulaci. Výsledné tisky měly bohatou a zajímavou texturu a dávaly dojem prostorové hloubky. Pro jejich díla je často typická malířská neostrost, obzvláště u jejich náladových snímků krajin.
- Gertrude Käsebierová
- Clarence H. White
- Frank Eugene
- Harold Cazneaux
- Sidney Carter (1880–1956) Kanaďan
- Fred Holland Day
- William B. Post, USA
- Ogawa Isshin
- Hugo Erfurth
- Franz Grainer
- Nicola Perscheid
- Hermann Clements Kosel (1867–1945)
- Dora Philippine Kallmusová
- Léonard Misonne (1870–1943) byl belgický piktorialistický fotograf inklinující k avantgardním kruhům umělecké fotografie. Věnoval se především vizuálním výtvarným efektům světla a vystihnutí nálady a atmosféry. Pro vizualizaci svých nápadů používal převážně fotografické ušlechtilé tisky, zejména bromolejotisk. Za svůj sklon k impresionistické neostrosti si později vysloužil označení „Corot ve fotografii“.
- Karl Struss (1886–1981)

## Fotografické techniky
Autoři používali techniku ušlechtilého tisku, což je historická technika zhotovování fotografických tisků. Spočívá v zásadě v účinku na světlo citlivých solí chromu ve spojení s koloidními látkami, většinou organického původu (želatina, arabská guma). Doba jejich používání je teoreticky od roku 1852, prakticky od roku 1890 dodnes. Autoři ušlechtilých tisků obvykle kladli důraz na náladu a atmosféru před popisným vyjádřením. Tisky byly stálejší a odolnější v čase než klasické materiály založené na halogenidech stříbra. Mezi ušlechtilé techniky se řadí uhlotisk (karbonotisk nebo pigmentový tisk) – historicky nejstarší ušlechtilý fotografický tisk používaný v letech 1890–1900, gumotisk (chromovaná klihovina nebo arabská guma), olejotisk, bromolejotisk a carbro (nepřímý uhlotisk).
Další používané metody:
- autochrom, který vynalezli roku 1903 bratři Lumièrovi, komerčně byl vyráběný v letech 1907 až 1935.
- pinatypie
- hydrotypie

Dále se používaly takzvané tvárné fotografické procesy, mezi které patří:
- pastelový tisk
- autopastel
- akvarelový tisk
- resinotypie
- kyanotypie využívá fotocitlivosti železných solí a vynalezl ji v roce 1842 sir John Herschel.
- diazotypie vynalezl John Herschel v roce 1842
- platinotypie neboli platinotisk – John Herschel a William Willis.[15]